# Charles Planet
Charles Planet (Lotharingen, 30 oktober 1993) is een Frans voormalig wielrenner. Net als de rest van die ploeg lijdt hij aan diabetes mellitus.

## Carrière
Toen Planet tien jaar was werd hij gediagnosticeerd met suikerziekte. In 2014 tekende hij een profcontract bij Team Novo Nordisk, nadat hij eerder een seizoen voor de opleidingsploeg reed.

## Resultaten in voornaamste wedstrijden
| Jaar | Milaan-San Remo | Parijs-Tours |
| ---- | --------------- | ------------ |
| 2015 | 143e            | opgave       |
| 2016 | 158e            |              |
| 2017 | 142e            |              |
| 2018 | 131e            |              |
| 2019 | 140e            |              |
| 2020 |                 | 26e          |
| 2021 | 169e            |              |

## Ploegen
- 2014 –  Team Novo Nordisk
- 2015 –  Team Novo Nordisk
- 2016 –  Team Novo Nordisk
- 2017 –  Team Novo Nordisk
- 2018 –  Team Novo Nordisk
- 2019 –  Team Novo Nordisk
- 2020 –  Team Novo Nordisk
- 2021 –  Team Novo Nordisk
- 2022 –  Team Novo Nordisk
- 2023 –  Team Novo Nordisk
- 2024 –  Team Novo Nordisk

Ambrose · Cherhal · Clancy · Cremers · De Mesmaeker · Dilley · Glasspool · Henttala · de Keijzer · Lefrançois · Lozano · Mejías · Peron · Planet · Raeymaekers · Strobel · Verschoor · Williams · Kamstra (stagiair)
Ambrose · Benhamouda · Cherhal · Clancy · Cremers · De Mesmaeker · Dilley · Glasspool · Henttala · Kamstra · de Keijzer · Lefrançois · Lozano · Mejías · Peron · Planet · Verschoor · Williams · van IJzendoorn (stagiair) · Valognes (stagiair)
Benhamouda · Calabria · Cherhal · Clancy · Gioux · Henttala · van IJzendoorn · Kamstra · de Keijzer · Lozano · McClure · Mejías · Peron · Planet · Poli · Valognes · Verschoor · Williams · Brand (stagiair)
Benhamouda · Brand · Calabria · Clancy · Gioux · Henttala · van IJzendoorn · Kamstra · Lozano · McClure · Mini · Peron · Planet · Poli · Valognes · Williams
Beadle · Benhamouda · Brand · Ceurens · Clancy · Dauge · de Keijzer · Dunnewind · Henttala · Irvine · Kopecký · Kusztor · Lozano · Peron · Phippen · Planet · Poli · Ridolfo
Beadle · Brand · Ceurens (tot 24/5) · Clancy · Dauge · De Graeve (vanaf 7/6) · de Keijzer · Dunnewind · Henttala · Irvine · Kopecký · Kusztor · Lozano · Peron · Phippen · Planet · Poli · Ridolfo · Saidov
Beadle · Brand · Clancy · Dauge · De Graeve · de Keijzer · Dunnewind · Irvine · Kopecký · Kusztor · Lozano · Percrule · Peron · Perracchione · Phippen · Planet · Polga · Poli · Ridolfo · Smith